# Вітряні млини села Бортничі
Вітряні млини села Бортничі — втрачені вітряки, що існували в селі Бортничі (нині — частина Києва) з кінця ХІХ століття. Належали до групи вітряків у приміській смузі Києва.

## Історія
Вітряки у селі Бортничі, ймовірно, виникають наприкінці ХІХ століття. Їх зафіксувала топографічна карта 1897/1918 років. На початку ХХ століття в Бортничах діяло 12 вітряків — найбільше з-поміж усіх поселень Київського Лівобережжя. Вітряки стояли чотирма окремими групами у різни частинах села —  п’ять вітряків розташовувалися неподалік цвинтаря, у районі сходження сучасних вулиць Вітовецької, Польової, Промислової. Чотири стояли біля південного кінця вулиці Левадної, два — на луках навпроти Покровської церкви, між вулицею та озером Прірва, один окремо — у районі сучасних будинків №№ 20, 22, 24 на вулиці Березневій. 
На початку 1930-х років змінилася кількість вітряків та їх розташування. Вітряків стало 16. Частина вітряків зникла, частина виникла на нових місцях. Так, з початку ХХ ст. зникли п’ять вітряків поблизу цвинтаря та два на луках навпроти Покровської церкви. У кінці вулиці Левадної замість чотирьох їх стало п’ять. У районі вулиці Березневої замість одного вітряків стало два. Постало п’ять вітряків на Лисій горі, за південно-західною околицею села (можливо, сюди було перенесено вітряки, що доти стояли біля цвинтаря), ще три — на північ від вулиці Переяславської: два навпроти вулиці Тургенєва, один навпроти вулиці Родини Рудинських. Можливо, сюди перенесли вітряки з району церкви. Один вітряк виник на перетині сучасних вулиць Євгена Харченка та Нижній Вал. 
Жоден із 16 вітряків, які існували в Бортничах у 1930-х роках, не зберігся донині. Ймовірно, вітряки зникли під час Другої світової війни. Наразі невідомо жодне їх зображення. 